# Toshiaki Matsuki
Toshiaki Matsuki (Japans: 松木　敏晃, Matsuki Toshiaki) is een Japans componist en arrangeur.

## Levensloop
Matsuki studeerde muziek aan de Showa Academia Musicae in Asao-ku. Hij is muzikant, componist en arrangeur in diensten van de Japan Ground Self-Defense Force Central Band. Hij heeft klassieke werken van Akira Ifukube (Sinfonia Tapkaara en het Ballata Sinfonica), van Yasushi Akutagawa (Suite uit de filmmuziek "Hakkoda"), van Fumio Hayasaka (Seven Samurai, symfonische suite), van Yuji Koseki (Olympic March), van Urato Watanabe (Symfonische suite uit "Yeti") van Modest Moessorgski (Een nacht op de Kale Berg), van Fritz Kreisler (Tambourin Chinois), van Ferdinand Hérold (Ouverture tot de opera "Zampa") en van Alfred Newman (20th Century Fox Fanfare) voor harmonieorkest bewerkt. Daarnaast schreef hij een aantal eigen werken.

## Composities

### Werken voor harmonieorkest
- Mujin-no-ishi (無盡の石)
- Holiday dove Themes
- JSDF (Japan Ground Self-Defense Force Central Band) March Medley
- "Warship" - Triomfmars
- White Bird (Sarurun-Kamuy)

### Vocale muziek

#### Liederen
- 2007 Woman named May, voor alt en piano